# Papa ist zurück
Papa ist zurück ist ein Lied des deutschen Rappers Fler und die erste Single aus dem Album Trendsetter. Die Veröffentlichung als Single erfolgte am 26. Mai 2006. Für die musikalische Untermalung des Songs ist der Produzent DJ Desue verantwortlich. Papa ist zurück erreichte Platz 23 der deutschen Charts.

## Hintergrund
Am 13. Januar 2006 hatte Fler sein Mixtape F.L.E.R. 90210 veröffentlicht. Danach wurde das nächste Studioalbum Trendsetter, das am 23. Juni 2006 erscheinen sollte, angekündigt. Als Vorbote zu diesem Album wurde Papa ist zurück als erste Singleauskopplung veröffentlicht.

## Produktion
Für die musikalische Untermalung von Papa ist zurück ist der Hip-Hop-Produzent DJ Desue verantwortlich. Auf der Single wurde zudem noch ein Remix von Joe Rilla beigesteuert. Außerdem ist DJ Desue für die Produktion des Bonus-Songs Gangzta Mucke verantwortlich.

## Titelliste
Titelliste der Single Papa ist zurück von Fler. 
1. Papa ist zurück
2. Papa ist zurück (Joe Rilla Remix)
3. Buhmann
4. Gangzta Mucke (feat. Juelz Santana)
5. Jungs im Viertel (feat. Frauenarzt)
6. Papa ist zurück (Instrumental)
7. Papa ist zurück (Videoclip)